# Earth to the Remix E.P. Volume One
 (janvier 2023).
 (février 2025).
Motif : Pas de source centrée, secondaire, nationale identifiée. Aucune source dans l'article.
- Archive Wikiwix
- Bing
- Cairn
- DuckDuckGo
- E. Universalis
- Gallica
- Google
- G. Books
- G. News
- G. Scholar
- Persée
- Qwant
- (zh) Baidu
- (ru) Yandex
- (wd) trouver des œuvres sur Wikidata

| 1. | Préciser le motif de la pose du bandeau. | Précisez le motif de la pose du bandeau en utilisant la syntaxe suivante : {{admissibilité à vérifier\|date=mars 2025\|motif=remplacez ce texte par le motif}}                                          |
| 2. | Informer les utilisateurs concernés.     | Pensez à avertir le créateur de l'article, par exemple, en insérant le code ci-dessous sur sa page de discussion : {{subst:avertissement admissibilité à vérifier\|Earth to the Remix E.P. Volume One}} |

Albums de The Dandy Warhols
…Earth to the Dandy Warhols…
(2008) Earth to the Remix E.P. Volume Two
(2009)
Earth to the Remix E.P. Volume One (2008) est un EP de remixes du groupe de rock américain The Dandy Warhols dans lequel sont revisités 4 titres de leur album …Earth to the Dandy Warhols….
Cet E.P. est disponible en téléchargement. 

## Titres
1. The Monster Mish
2. Welcome to the Skin-Up
3. Come the Fuck On
4. Dub in the Lotus